# SLブーム

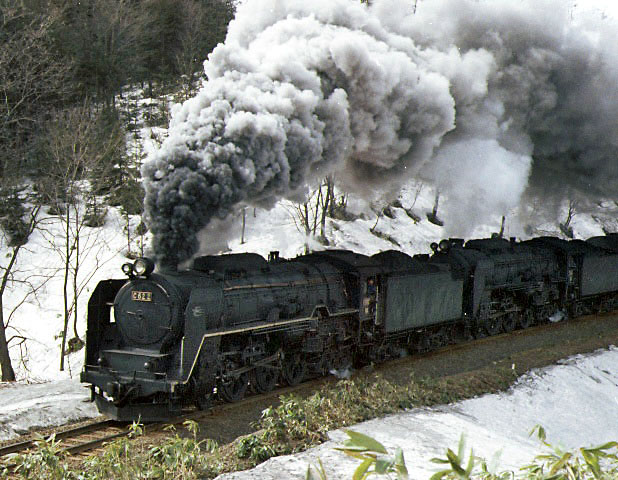
急行「ニセコ」を牽引するC62形重連

SLブームは、1960年代から1970年代に日本で起きた、蒸気機関車 (Steam Locomotive = SL) を追うブームである。その時期については、1965年（昭和40年）からSL全廃の1975年（昭和50年）までの約10年間とされる。

## 概要
1960年代から日本国有鉄道（国鉄）が打ち出した無煙化政策（動力近代化計画）に伴い、日本全国でSLが廃車となっていった。鉄道ファンはもとより、一般人も老若男女問わず消えゆくSLを追いかけて別れを惜しんだ。
このブームは鉄道ファンの裾野を大きく広げることになった。伯備線の布原信号場（現・布原駅）や函館本線の上目名駅などといった有名撮影地には、多くのファンが目当ての機関車を撮影するために集まった。また、SL列車に乗ったり、列車内や線路際でその走行音を録音するファンもみられた。これらは、日本の経済成長に伴い、カメラや録音機材が一般に普及したことも大きく影響している。キネマ旬報社からはSLのみに対象を絞った『蒸気機関車』という雑誌（初代編集長は関沢新一）も刊行された。
反面、有名撮影地ではファン同士のトラブルに加え、地元民との間でも民家の庭や農地など私有地への無断立ち入り（住居侵入罪などの不法行為）といったトラブルが発生し、今日でも議論となる“鉄道ファンのマナー”の問題が表面化した。
一方、国鉄の側もこうしたブームに乗ずる形で、ディスカバー・ジャパンキャンペーンともタイアップして、まだ現役として残っていた蒸気機関車に乗る・見ること自体を目的とした臨時列車を運行したケースがある。

## ブームの終焉
SL運行末期の1973年（昭和48年）には、小海線においてファンの熱意に国鉄が応える形で、C56形による旅客列車の復活運転が行われた。前年の1972年（昭和47年）10月10日に、SLの動態保存を目的とした梅小路蒸気機関車館（現・京都鉄道博物館）が開館し、これは産業遺産の保存という目的と「鉄道100年記念」という名目だったが、SLブームの最盛期に開館したことでその関連を想起させることになった。
そして1975年（昭和50年）12月24日に、国鉄から通常の営業運転のSLが姿を消すとともにSLブームも終焉を迎えた（構内入れ換え用のSLとしては1976年（昭和51年）3月末が最後であった）。